# Kontorchef
Kontorchef er den gængse betegnelse for lederen af et kontor og forekommer som sådan inden for mangfoldige forskellige virksomheder. I embedssproget forekommer kontorchefer her i landet først i det 19. århundrede og stammer vistnok fra Danske Kancelli, som med århundredets begyndelse undergik en omorganisation, der delte Kancelliet i forskellige departementer, hvilket atter gav stødet til, at Kancelliets deputerede, som før havde varetaget den daglige kontorledelse, blev fritaget for disse forretninger og fik beskikket særlige ledere af de enkelte kontorer. Derefter vandt posten som kontorchef efterhånden fast hævd i den administrative ordning.
En kontorchef i centraladministrationen er indplaceret i lønramme 37 og vil typisk med tiden få tilbudt Ridderkorset.